# Roko Baturina
Roko Baturina (Split, 20 de junio del 2000) es un futbolista croata, que juega como delantero en el Gil Vicente F. C. de la Primeira Liga.

## Clubes
Actualizado al último partido disputado el 31 de mayo de 2025.
| Club                      | País      | Año       | Partidos | Goles |
| ------------------------- | --------- | --------- | -------- | ----- |
| RNK Split                 | Croacia   | 2017      | 2        | 0     |
| G. N. K. Dinamo Zagreb    | Croacia   | 2017-2020 | 1        | 0     |
| G. N. K. Dinamo Zagreb II | Croacia   | 2018-2020 | 21       | 7     |
| NK Bravo (cesión)         | Eslovenia | 2020      | 16       | 8     |
| Ferencváros T. C.         | Hungría   | 2020-2023 | 26       | 10    |
| Lech Poznań (cesión)      | Polonia   | 2021      | 3        | 0     |
| NK Maribor (cesión)       | Eslovenia | 2022-2023 | 27       | 7     |
| Real Racing Club (cesión) | España    | 2023      | 14       | 4     |
| Gil Vicente F. C.         | Portugal  | 2023-2024 | 19       | 3     |
| Real Racing Club (cesión) | España    | 2024      | 12       | 1     |
| Málaga C. F. (cesión)     | España    | 2024-2025 | 25       | 3     |

## Palmarés

### Títulos nacionales
| Título               | Club              | País    | Año     |
| -------------------- | ----------------- | ------- | ------- |
| Supercopa de Croacia | Dinamo Zagreb     | Croacia | 2019    |
| Nemzeti Bajnokság I  | Ferencváros T. C. | Hungría | 2020-21 |
| Nemzeti Bajnokság I  | Ferencváros T. C. | Hungría | 2021-22 |
| Copa de Hungría      | Ferencváros T. C. | Hungría | 2021-22 |